# Fibré vectoriel
En topologie différentielle, un fibré vectoriel est une construction géométrique ayant une parenté avec le produit cartésien, mais apportant une structure globale plus riche. Elle fait intervenir un espace topologique appelé base et un espace vectoriel modèle appelé fibre modèle. À chaque point de la base est associée une fibre copie de la fibre modèle, l'ensemble formant un nouvel espace topologique : l'espace total du fibré. Celui-ci admet localement la structure d'un produit cartésien de la base par la fibre modèle, mais peut avoir une topologie globale plus compliquée.
Les fibrés vectoriels sont donc un cas particulier de fibré, ayant pour fibres des espaces vectoriels.

## Définition
Pour définir un fibré vectoriel de rang n (entier naturel), il faut se donner :
- deux espaces topologiques : X (la base) et E (l'espace total) ;
- une application continue π de E dans X (la projection) ;
- une structure d'espace vectoriel de dimension n donnée sur chaque fibre π−1({x}).

On définit une trivialisation locale : c'est la donnée d'un ouvert U inclus dans la base, et d'un homéomorphisme {\displaystyle \phi } de trivialisation : U × Rn → π−1(U) tel que pour tout point x de U :
- {\displaystyle \pi \circ \phi (x,v)=x} pour tous les vecteurs v de Rn ;
- l'application {\displaystyle v\mapsto \phi (x,v)} induit un isomorphisme de Rn sur π−1({x}).

La dernière propriété pour parler de fibré vectoriel est que chaque élément de la base est contenu dans un voisinage ouvert U de trivialisation.
En pratique, il peut être intéressant d'ajouter des hypothèses de régularité supplémentaires. Par exemple, le fibré vectoriel {\displaystyle \xi } est dit différentiable de classe {\displaystyle C^{k}} lorsque :
- X et E sont des variétés différentielles de classe {\displaystyle C^{k}} ;
- La projection {\displaystyle \pi } est de classe {\displaystyle C^{k}} ;
- Il existe des trivialisations locales de classe {\displaystyle C^{k}}.

## Exemples
L'exemple le plus simple de fibré vectoriel est le fibré vectoriel trivial. Pour tout espace topologique X, il existe une structure naturelle de fibré vectoriel sur l'espace X×Rn. Un fibré vectoriel de rang n sur X est dit trivialisable lorsqu'il est isomorphe au fibré vectoriel trivial de rang n.
L'exemple le plus classique de fibré vectoriel est le fibré tangent d'une variété différentielle, pour lequel à chaque point de la variété est associé son espace vectoriel tangent. L'exemple du ruban de Möbius montre que le fibré tangent peut avoir une structure globale autre que celle d'un produit cartésien.
Un autre exemple simple consiste à attacher à chaque point d'une courbe plane régulière sa droite normale, ce qui produit le fibré normal à la courbe.

## Opérations sur les fibrés
Essentiellement, toutes les opérations autorisées sur les espaces vectoriels sont autorisées sur les fibrés vectoriels, de façon canonique. Ceci est dû à la construction de la catégorie des fibrés vectoriels.
Par exemple, étant donnés deux fibrés vectoriels {\displaystyle E} et {\displaystyle F}, il est possible de former :
- Leur somme {\displaystyle E\oplus F} appelée somme de Whitney ;
- Les morphismes de l'un dans l'autre : {\displaystyle {\mathcal {L}}(E,F)}.